# Церква Воздвиження Чесного Хреста (Дрогобич)
Це́рква Воздви́ження Че́сного Хре́ста — дерев'яна церква, пам'ятка архітектури національного значення, охоронний номер 378/1. Розташованавона у передмісті Зваричі на однойменній вулиці Зварицькій № 7, міста Дрогобича, Львівська область. З 1987 року храм належить до музейного комплексу відділу пам'яток дерев'яної архітектури музею «Дрогобиччина». Церква Воздвиження Чесного Хреста вважається однією з найкращих у стилі галицької дерев'яної архітектури.

## Історія

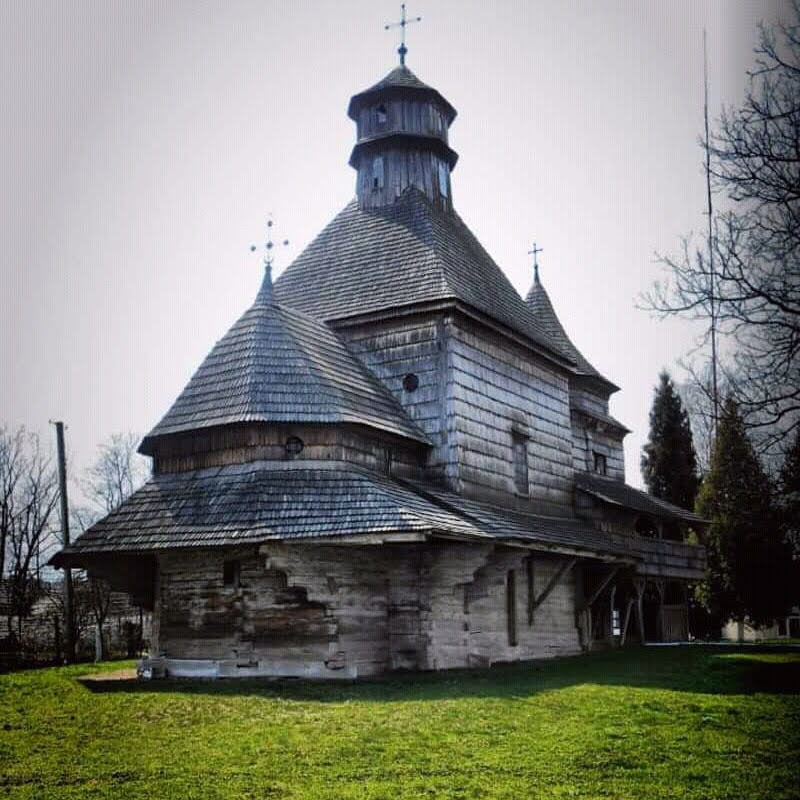
Церква Воздвиження Чесного Хреста, 1908-14 р.

Воздвиженська церква була приходською церквою солеварів. Історія цього храму тісно пов'язана зі священиком о. Василем Глібкевичем, який малював чудотворні ікони, тут жив і правив. Вперше храм згадується у документах 1496 року. 1499 року згоріла під час татарського нападу на місто. У старих джерелах немає точної офіційної дати побудови існуючої церкви, досить часто називався 1661 рік, це датування застосовувалося у ранніх реєстрах пам'яток архітектури УРСР і біля входу на хори зберігся напис: «создася іюлія дня 6 року божого 1661». Тепер за знайденим написом на бантині нефа офіційною датою побудови вважається 1613 рік. Хоча деякі дослідники припускають, що у 1613 рік її вже могли перебудовувати, то ж за їх версією дата побудови припадає на кінець 15 ст. — початок 16 ст. . На північній стіні видно напис: “Иоанн Иляшевич — родич Грушатицкий, помяни его Господи в церкви Своей — Аминь — Рождества Божьего 1636 месяца июля 2”. 1961 року церква була закрита. Храм у 1970—1971 роках реставрований (архітектори Іван Могитич та Ігор Старосольський, художники А.Ерко, Петро Лінинський, Наталя Сліпченко) та перетворений у музейний об'єкт.
Церква хоча нині і є музеєм, практично увесь час стоїть зачинена в очікуванні реставрації. Виняток становить храмове свято 27 вересня, коли у церкві ведеться богослужіння.

## Архітектура
Церква тризубна, первісно була одноверхою. 1661 року споруджено на емпорі над бабинцем каплицю Івана Предтечі з виходом на відкриту зовнішню галерею, внаслідок чого стала двоверхою. Після перебудови церква набула не зовсім звичних рис, зумовлених тим, що емпора (каплиця) міститься не безпосередньо над бабинцем, а висунута вперед у західному напрямку і нависає на стовпах поза стінами бабинця. Особливістю церкви є незвично широке піддашшя, яке охоплює тільки вівтар і наву храму, а бабинець оточений величезною відкритою галереєю з гульбищем, розміщеним на рівні хорів. Над навою, в центрі храму, з разкинутих крил піддашшя чіткою призмою піднімаєтся середній зруб з чотиригранним пірамідальним верхом. Низький п'ятистінний вівтар підкреслює масштаб великої центральної частини храму. На фасаді церкви є напис, викарбуваний у 1711 році: «В церкві святої як на небесі стояти».. Деякі зміни внесені при ремонті 1715 року.
З XV ст. збереглись зруби вівтаря, нави і бабинця на висоту до вінчаючого карнизу. Приділ, аркада новіші. Вони були зруйновані та відбудовані. Можливо, від пожежі, бо є погорілі балки — так, ніби церква зайнялася від блискавки (горіла зверху). Церква ґрунтовно ремонтувалася у 1715 р., важилася (ставилася на новий фундамент) 1823 року.
У Воздвиженській церкві оригінально, по-новому вирішено співвідношення висот приміщень та просторове їх об'єднання. Цьому сприяло побудува емпори на другому ярусі. Перед тим, як ввійти у церкву, відвідувач повинен пройти через низенький притвор, його висота дорівнює 2,25 м. Коли увійти з низенького притвору до бабинця, то зразу, по контрасту з притвором, сприймається велика висота нави, близько 12 м, і глибока перспектива з бабинця в наву і через трикутний виріз у східній стіні нави у вівтарне приміщення. Довжина церкви становить 17 м.
На північний захід від церкви розташована триярусна стовпова дзвіниця оборонного типу, вкрита високим наметом, висота її становить 25 м. Висока, дерев'яна, квадратна в плані, триярусна, каркасна будівля, накрита наметовим дахом. Збудована у другій половині 17 ст. На третьому ярусі під наметом влаштовано аркаду з голосниками для вивільнення звуку дзвонів та підсябиттям, що уподібнює дзвіницю до оборонних башт. Стіни пошальовані дошками, на рівні першого ярусу дзвіницю оперезує піддашшя.

## Стінопис
Воздвиженська церква має те, що більше ніде по галицьких церквах не повторюється — збережені розписи у вівтарній частині. Інтер'єр церкви Воздвиження також вражає суворою простотою та величчю. Стінопис церкви походить з різних часів: у вівтарі зберігся розпис поч. XVII ст. пензля майстра Григорія (за іншими даними — автор давнішої частини іконостасу Федько та його учень), каплиця на емпорі розмальована у 1672 році коштом Івана Кобриновича. 1735 року було розписано стіну, що розділяє наву і вівтар, на тему «Мученицькі смерті апостолів». При вході до церкви збереглися також старовинні розписи з ликами святих. Вікон у церкві мало, тому вони дають небагато світла і сильні локальні фарби розписів пом'якшуються напівтемрявою, звідки виблискують золочені деталі та срібні оклади ікон.
Немає точних відомостей, хто був автором воздвиженських розписів, але на зв'язок їх з певним колом мистецьких творів слід вказати. За стилем і характером, навіть «почерком» і дрібними деталями ці розписи найближчі до гравюр Георгія — майстра першої половини XVII століття, діяльність якого пов'язана з Львовом.
В гравюрах Георгія до Євангелія 1636 року, виданого у Львові в друкарні Михайла Сльозки, багато персонажів з такими самими грубими рисами обличчя, а форми орнаменту монументальні.

### Іконостас
Іконостас — чотириярусний, пірамідальний, різночасовий. Неіснуючий вже іконостас каплиці малював у 1669 р. маляр-попович Стефан Медицький. Окремі ікони «Христа з апостолами» та «Богородицю» у 1694 році намалював його син — маляр Іван Медицький. Вівтарну ікону «Св. Миколая» у 1746 р. намалював о. Василь, а запрестольну «Христа-виноградаря» — Василь Глібкевич у 1753 р.У різьбі іконостасу використані мотиви мистецтва Ренесансу.

## Світлини

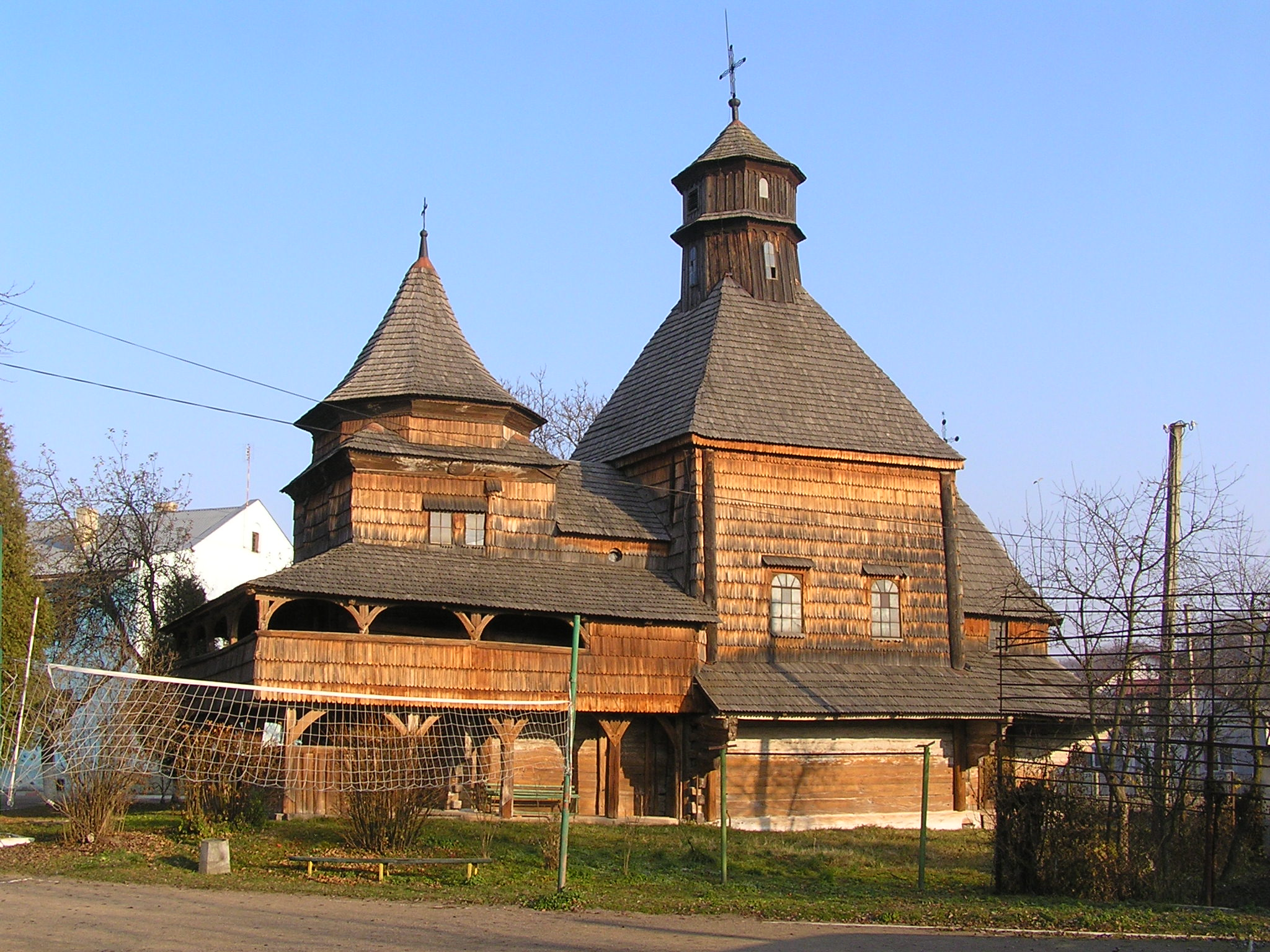
Вигляд з півдня
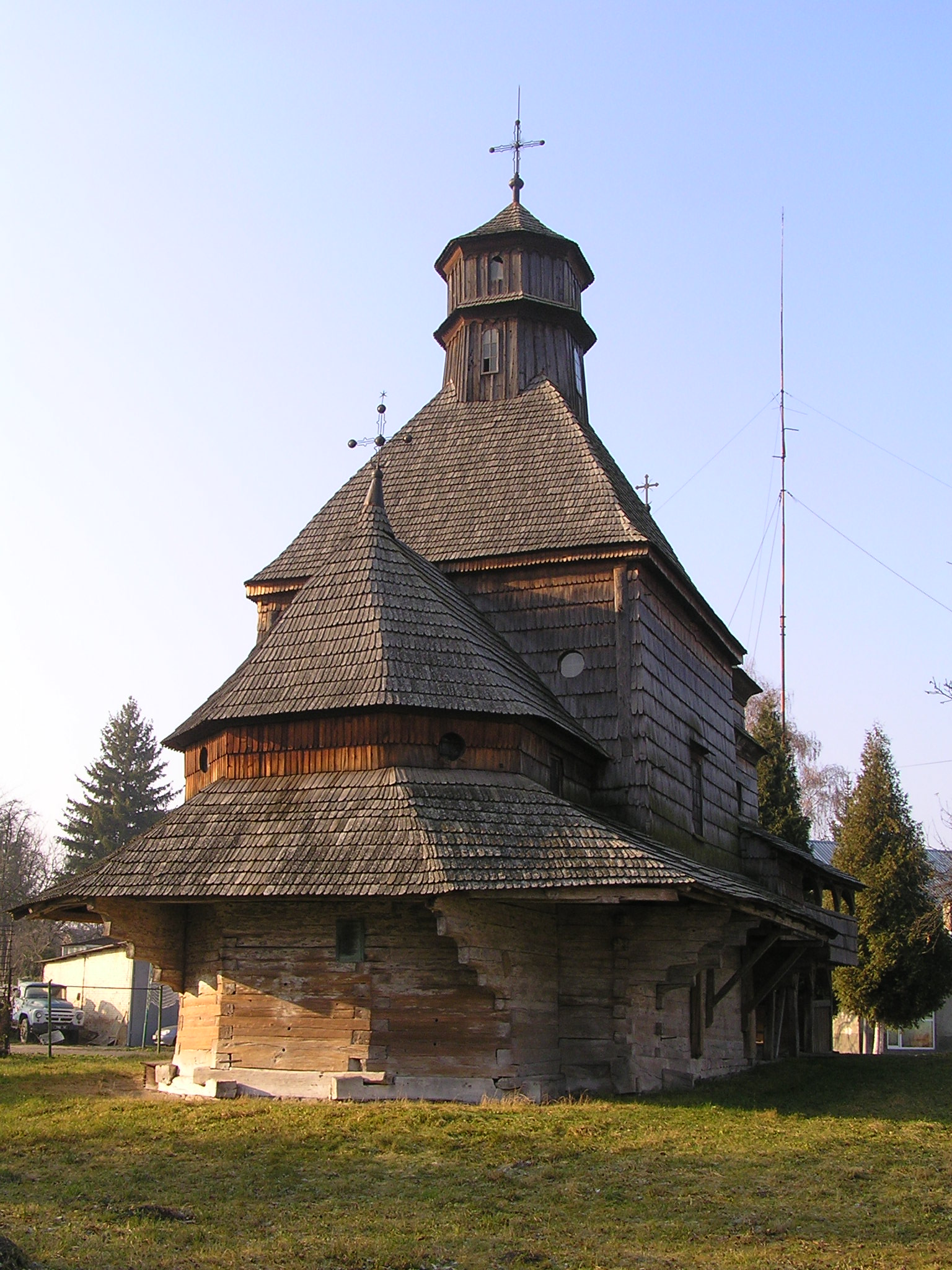
Вигляд з північного сходу
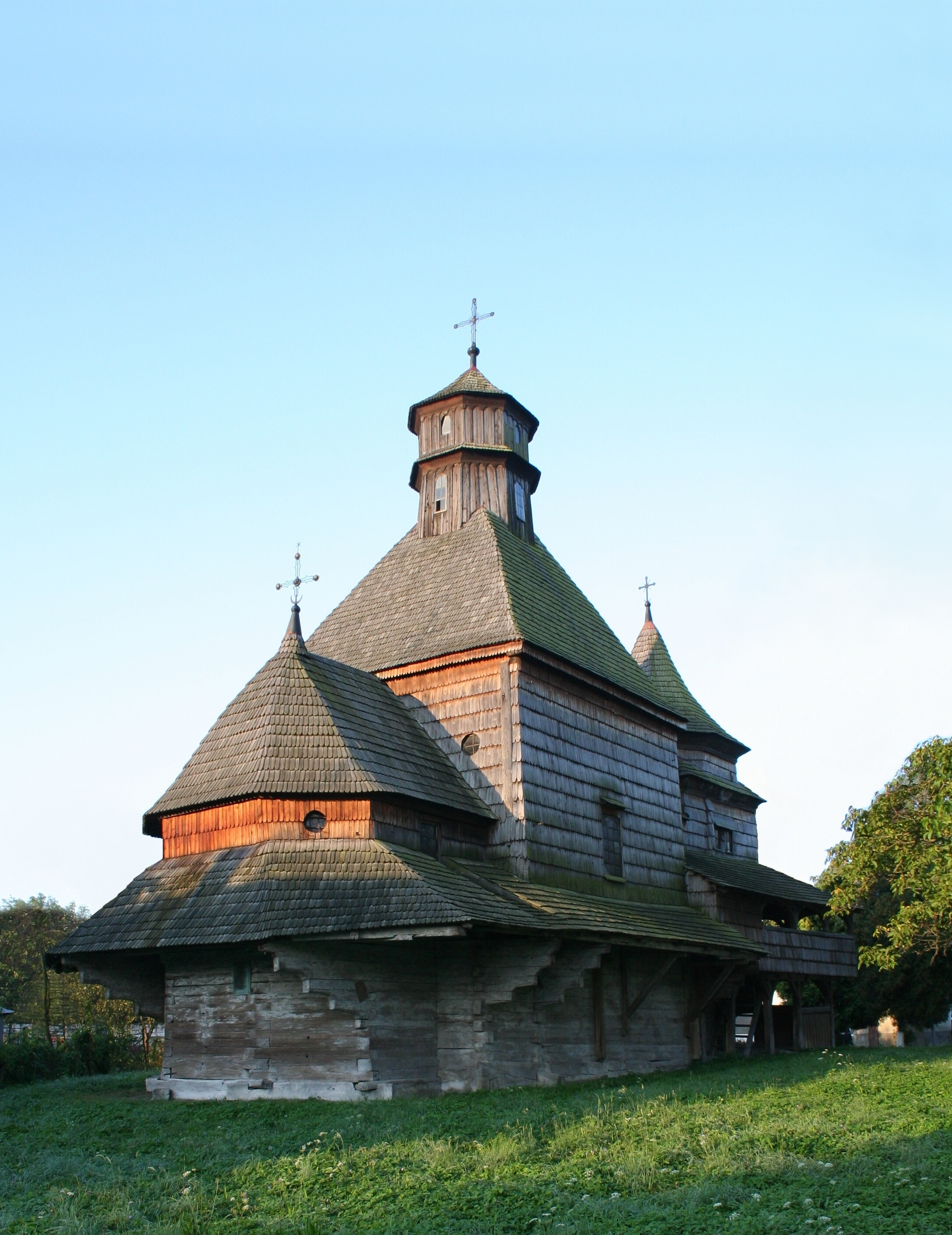
Вигляд зі сходу
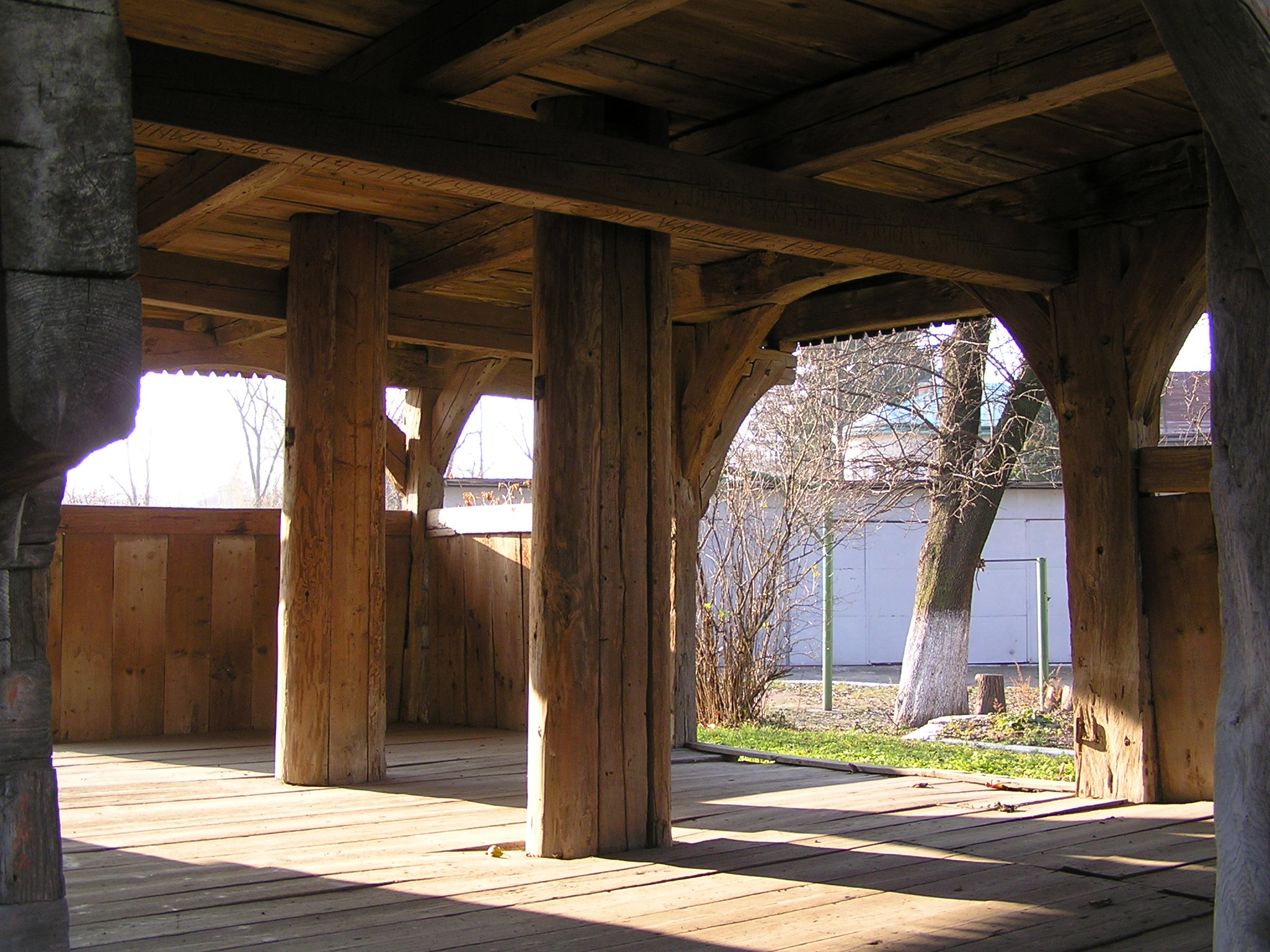
Підсіння
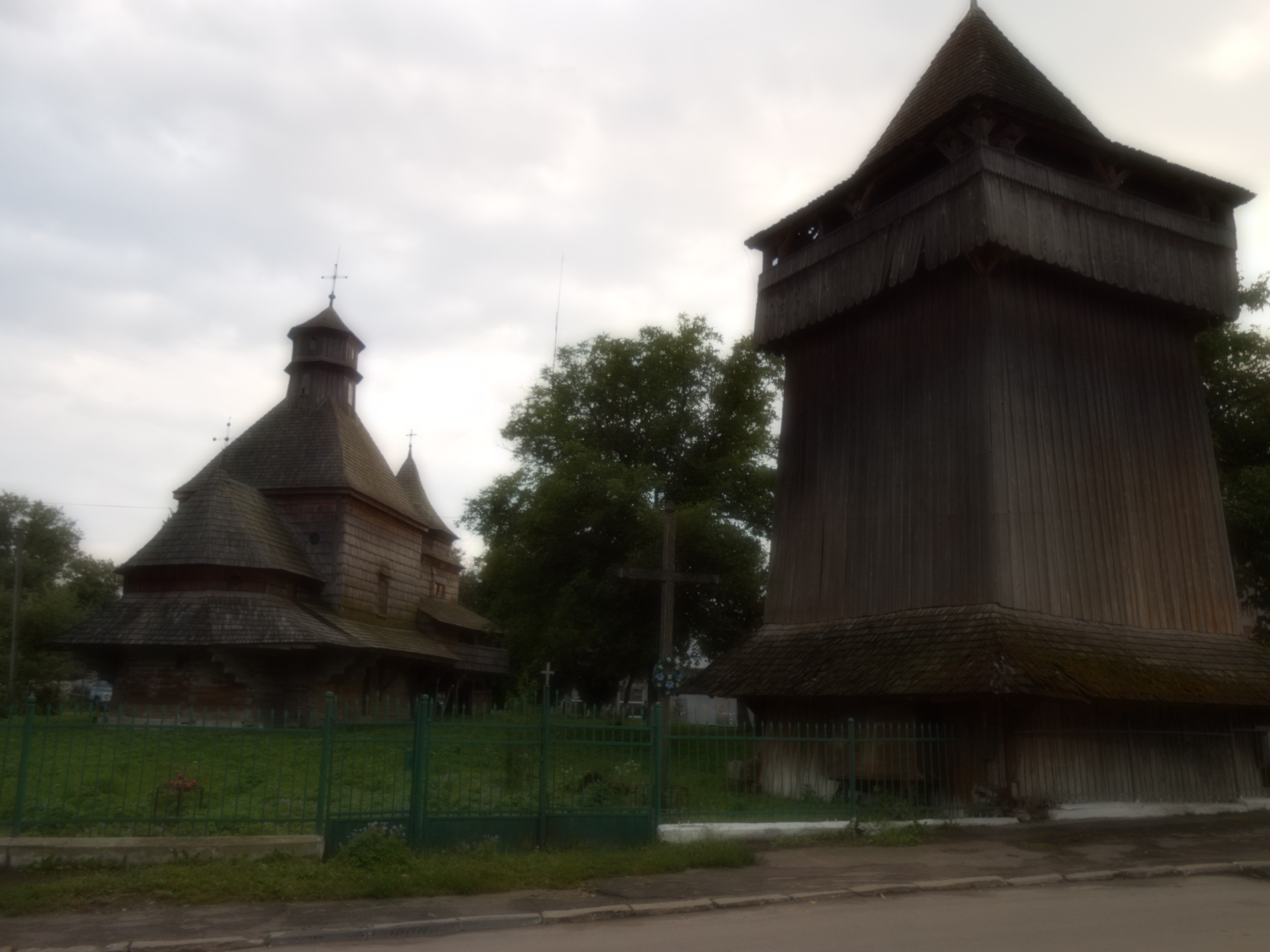
Загальний вигляд на церкву та дзвіницю
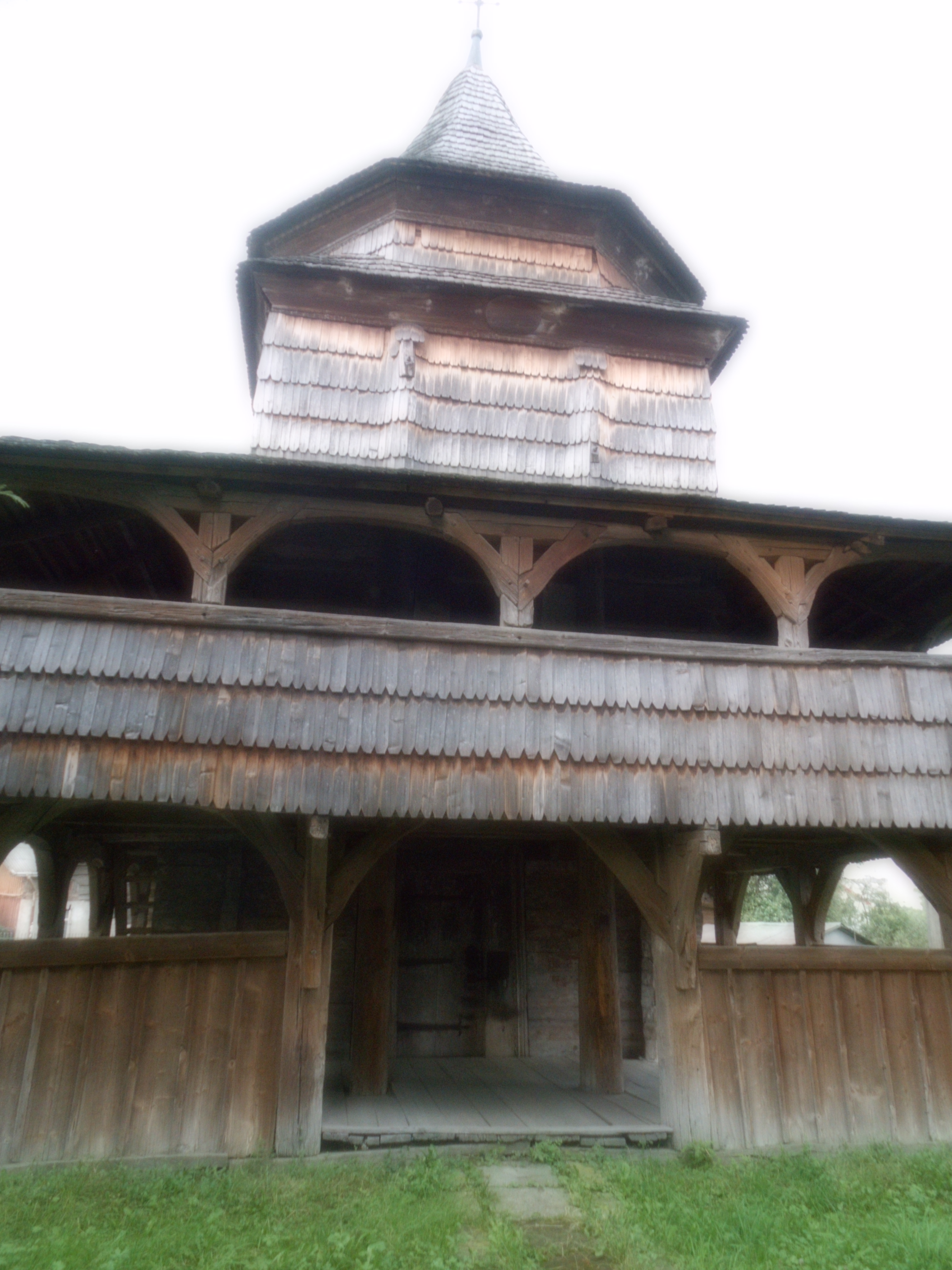
Портал церкви
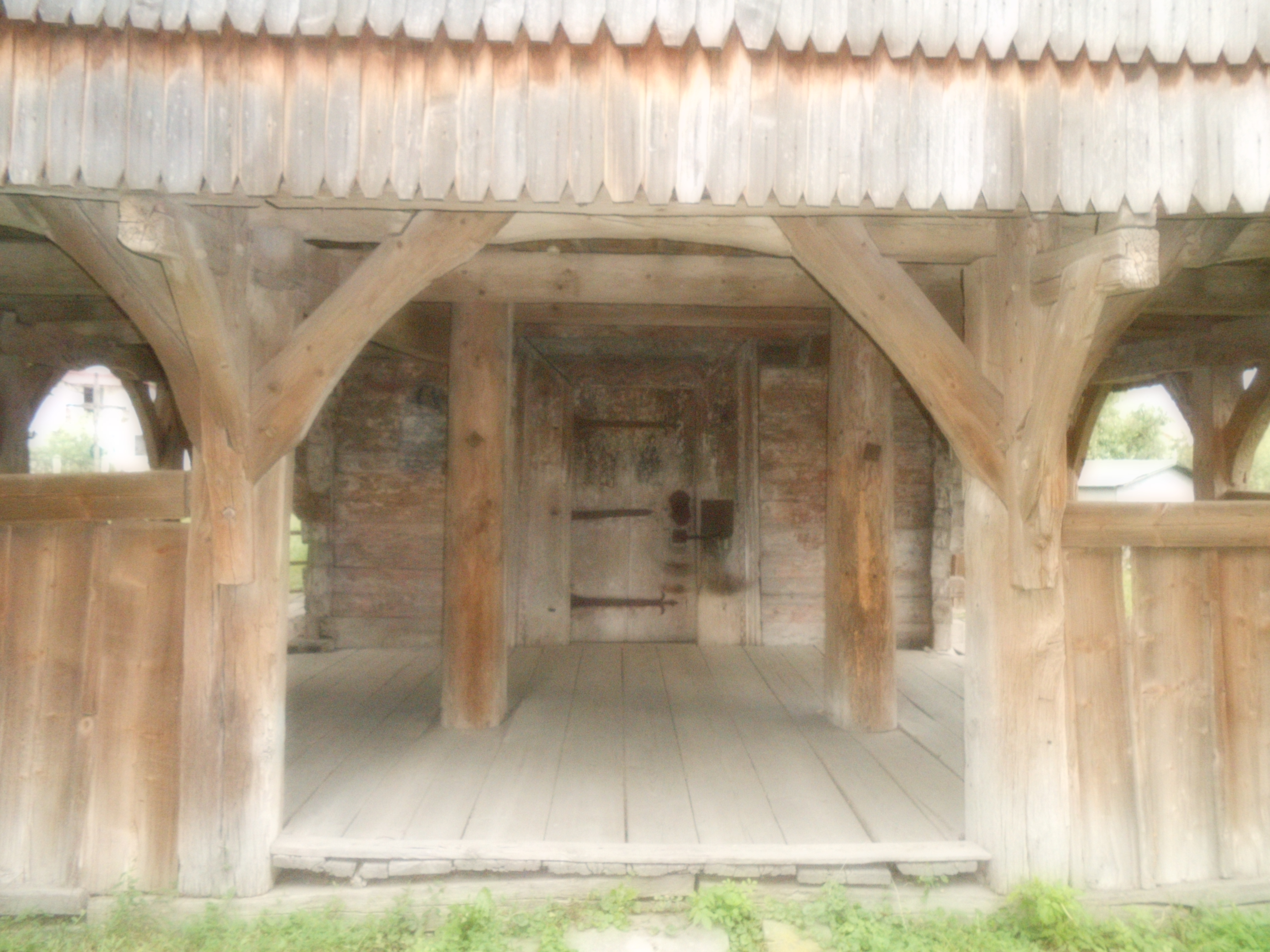
Вхід
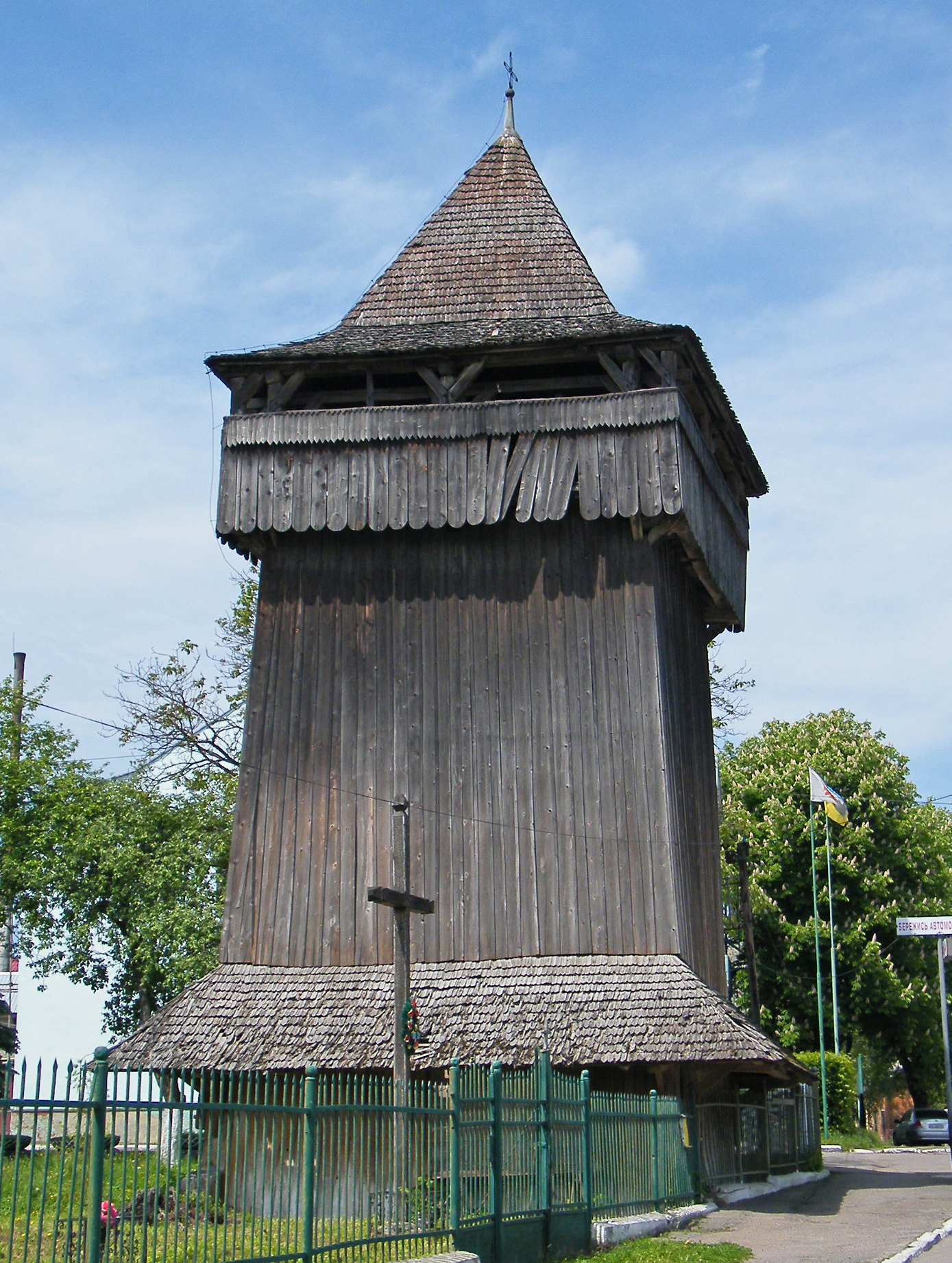
Дзвіниця
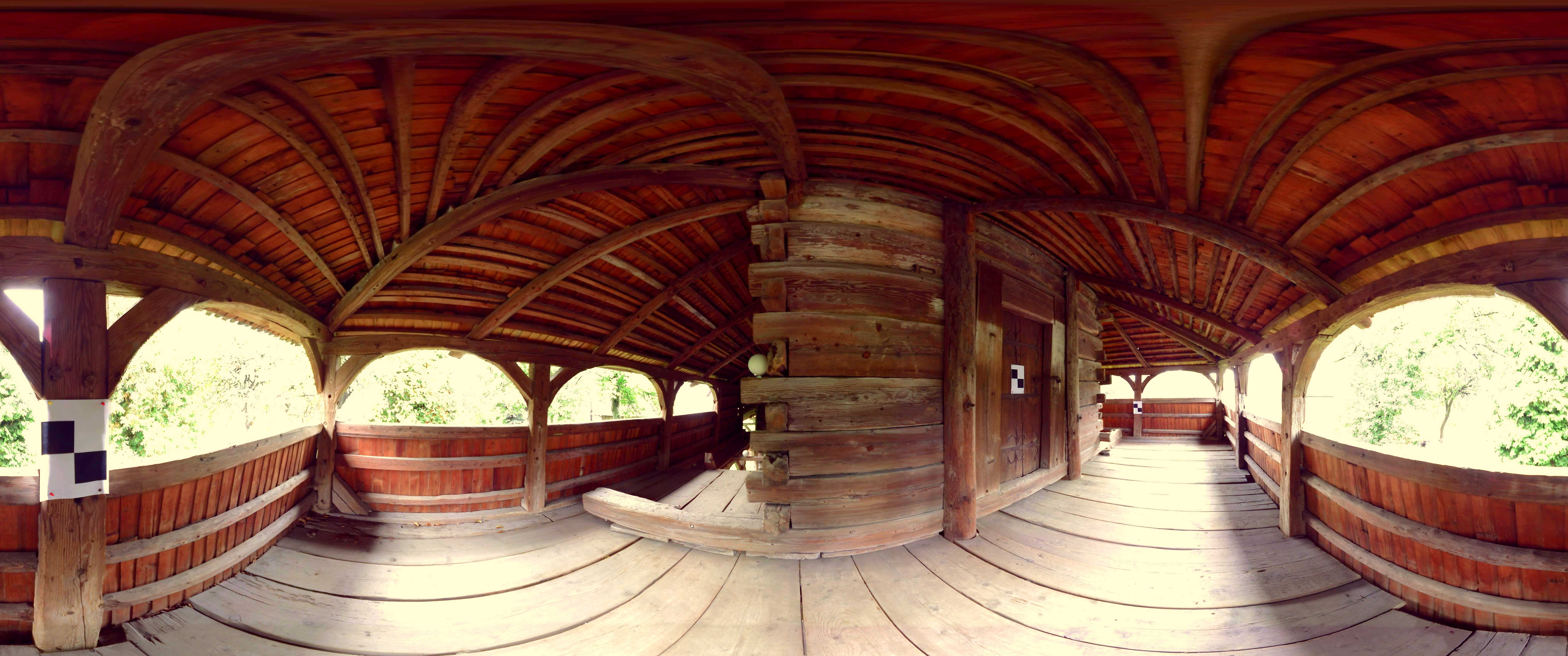
Вид на верхньому поверсі